# Keir Gilchrist

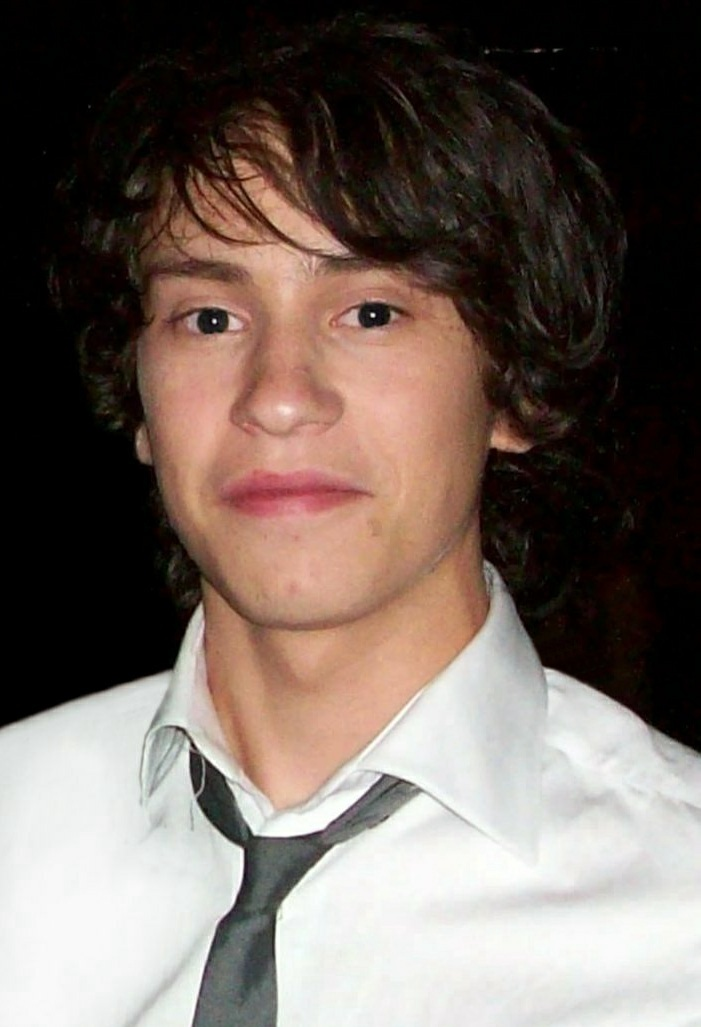
Keir Gilchrist

Keir David Peters Gilchrist (* 28. September 1992 in London, Vereinigtes Königreich) ist ein kanadischer Schauspieler.

## Leben und Karriere
Keir Gilchrist wurde im September 1992 in London geboren und verbrachte dort die ersten Jahre seines Lebens. Er hat einen Bruder. Sein Großvater mütterlicherseits ist der kanadische Bankier, Ökonom und Politiker Douglas Peters und sein Onkel der Ökonom David Wilfrid Peters. Während seiner Kindheit zogen er und seine Familie erst nach Boston und dann nach New York City, bevor sie sich schließlich in Toronto niederließen.
Gilchrist entdeckte seine Leidenschaft für das Schauspielen bereits im frühen Alter. Sein Theaterlehrer ermunterte ihn, das Schauspielen professionell zu betreiben. Gilchrist wirkte am Annex Children’s Theatre mit. Seinen ersten Fernsehauftritt hatte er im Jahr 2003 in einer Episode der Serie Queer as Folk. Seinen Durchbruch brachte ihm die Rolle des Marshall Gregson in der Dramedy Taras Welten, die 2009 erstmals ausgestrahlt wurde. Seine erste Hauptrolle im Film hatte er 2010 in It’s Kind of a Funny Story. Von 2017 bis 2021 spielte er die Hauptrolle in der Serie Atypical.

## Filmografie (Auswahl)
- 2003: Queer as Folk (Fernsehserie, Episode 3x09)
- 2004: The Right Way
- 2004: Saint Ralph
- 2004: Doc (Fernsehserie, Episode 5x07)
- 2005: Horsie’s Retreat
- 2005: Missing – Verzweifelt gesucht (1-800-Missing) (Fernsehserie, Episode 3x03)
- 2006: A Lobster Tale
- 2007: Mensch, Derek! (Life with Derek) (Fernsehserie, 2 Episoden)
- 2007: Dead Silence
- 2007: Family Guy (Fernsehserie, Episode 5x11)
- 2007: The Winner (Fernsehserie, 6 Episoden)
- 2008: The Rocker – Voll der (S)Hit (The Rocker)
- 2009: Just Peck
- 2009: Hungry Hills
- 2009–2011: Taras Welten (United States of Tara) (Fernsehserie)
- 2009: The Listener – Hellhörig (Fernsehserie, Episode 1x05)
- 2010: It’s Kind of a Funny Story
- 2013: Delete – Das Cyber-Armageddon (Delete, Fernsehzweiteiler)
- 2014: It Follows
- 2015: The Stanford Prison Experiment
- 2015: Len and Company
- 2015: Tales of Halloween
- 2016: The Good Neighbor
- 2017–2021: Atypical (Fernsehserie)
- 2017: Heartthrob
- 2019: Castle in the Ground
- 2020: Flashback
- 2023: Love and Death (Miniserie)
- seit 2025: The Walking Dead: Dead City (Fernsehserie)